# Girart d’Amiens

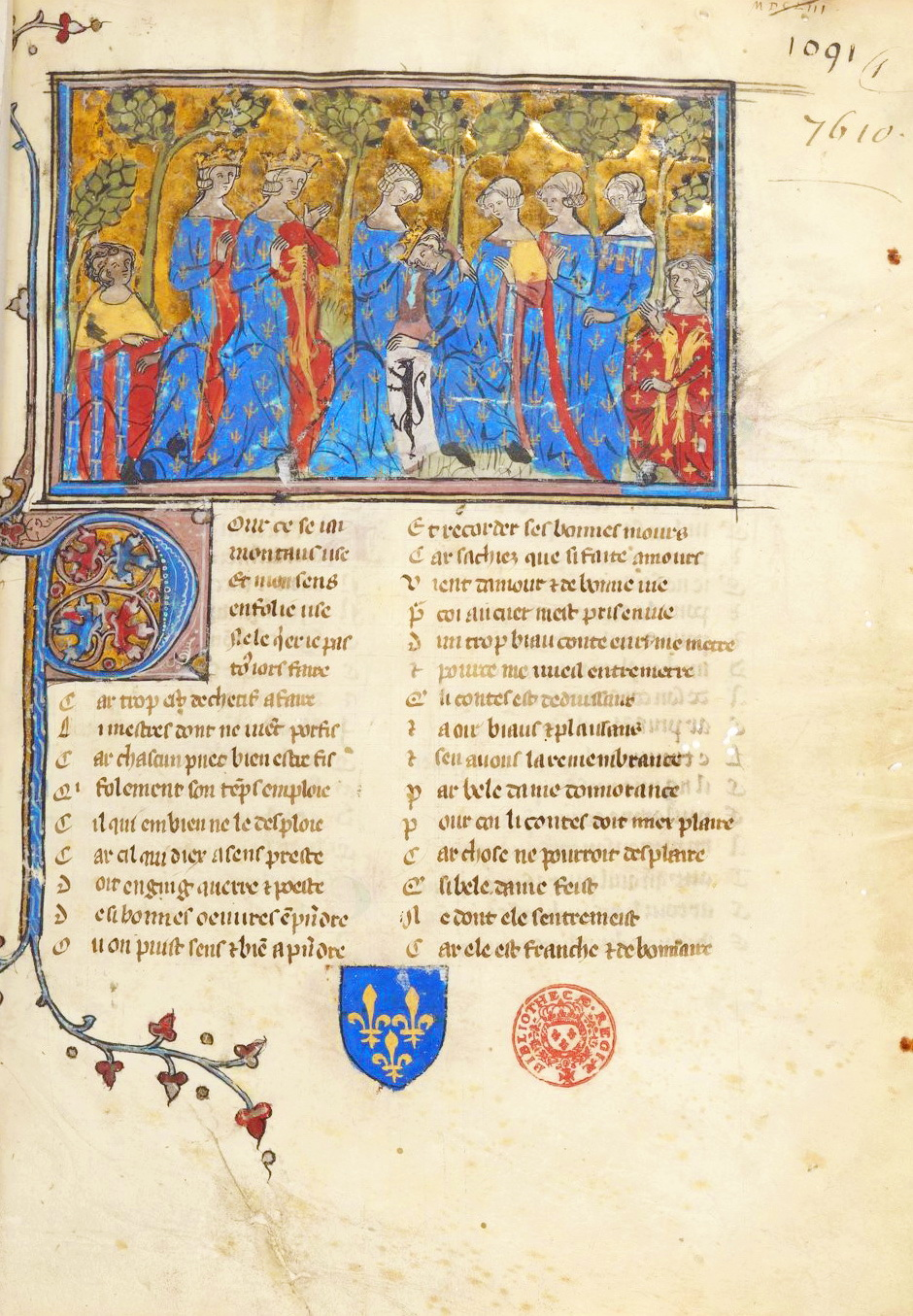
Karta dedykacyjna z poematu Meliacin

Girart d’Amiens (Girard d’Amiens) – francuski poeta średniowieczny, czynny w okresie od ok. 1280 do ok. 1305.

## Życiorys
Girart związany był z dworami króla Anglii Edwarda I i króla Francji Filipa IV Pięknego. Znany jest jako autor trzech poematów. Pierwszy z nich, Escanor, był romansem o charakterze arturiańskim. Powstał ok. 1280 i był dedykowany przez autora żonie Edwarda I, królowej Anglii Eleonorze kastylijskiej. Kolejny romans, Meliacin ou le Cheval de fust, został napisany ok. 1285 na zlecenie Gauchera V z Châtillon. Ten inspirowany był opowieściami z Księgi tysiąca i jednej nocy. Ostatni poemat, Charlemagne, powstał ok. 1305 dla Karola Walezjusza, brata króla francuskiego. Składa się z trzech części, w których opisane jest życie i dokonania Karola Wielkiego oraz wielkich rycerzy epoki (w tym Rolanda).